# Massimiliano Di Franco (siatkarz)
Massimiliano Di Franco (ur. 7 lutego 1978 w San Cataldo) – włoski siatkarz występujący obecnie w Serie A, w drużynie Yoga Forli. Gra na pozycji środkowego bloku. Mierzy 203 cm.

## Kariera klubowa
- 1996–1998  Sisley Treviso
- 1998–1999  Della Rovere Carifano Fano
- 1999–2001  Iveco Palermo
- 2001–2002  Maxicono Parma
- 2002–2004  Montichiari
- 2004–2005  Daytona Modena
- 2005–2008  RPA Perugia
- 2008-      Yoga Forli

## Sukcesy
- Puchar CEV: 1998
- Mistrzostwo Włoch: 1998